# Битва при Портопи
Битва при Портопи — произошедшее 12 сентября 1229 года на острове Майорка сражение между христианской армией во главе с королем Хайме I Арагонским, рассчитывавшим расширить владения Арагона, и войсками Альмохадов во главе с Абу Яхьей ат-Тинмалали. Сражение произошло в районе Сьерра-де-На-Бургеса (прежнее название Сьерра-де-Портопи), примерно на полпути между городами Санта-Понса и Мальорка (ныне Пальма-де-Майорка). Это было второе крупное сражение в кампании по завоеванию острова, инициированной арагонским королем.

## Предыстория
После предыдущих неудачных попыток взять под свой контроль Майорку армии Хайме I удалось высадиться в бухте Санта-Понса 10 сентября и развернуть свои силы, чтобы начать вторжение. В тот же день произошло первое крупное столкновение с войсками ат-Тинмалали, из которого арагонцы вышли победителями, после чего расположились лагерем на месте боя в течение ночи.
Вечером арагонский король получил данные, что вали Абу Яхья перегруппировал свои войска и выступил из столицы, чтобы встретить христиан. Хайме дал соответствующие предупреждающие указания своим людям, чтобы избежать возможного внезапного нападения противника.

## Битва
Историки, в частности, Херонимо Сурита, рассказывают, что утром в среду 12 сентября виконт Гильом II Беарнский и его племянник Рамон (с одной стороны) и граф Руссильона Нуньо Санчес (с другой) спорили, кто поведет вперёд войска, которые должны были на следующий день сразиться с врагом. Сурита добавляет, что, в конечном счете, в тот же день, не дожидаясь Санчеса, Гильом II выступил со своими людьми на позиции противника, тем самым вынуждая остальную часть армии последовать за ним. Согласно другим данным, это был сам король Хайме, который инициировал атаку, отправив Гильома II выступить в авангарде войск. Так или иначе, христианская армия была вынуждена вступить в бой с войсками альмохадов в горах Сьерра-де-На-Бургеса.

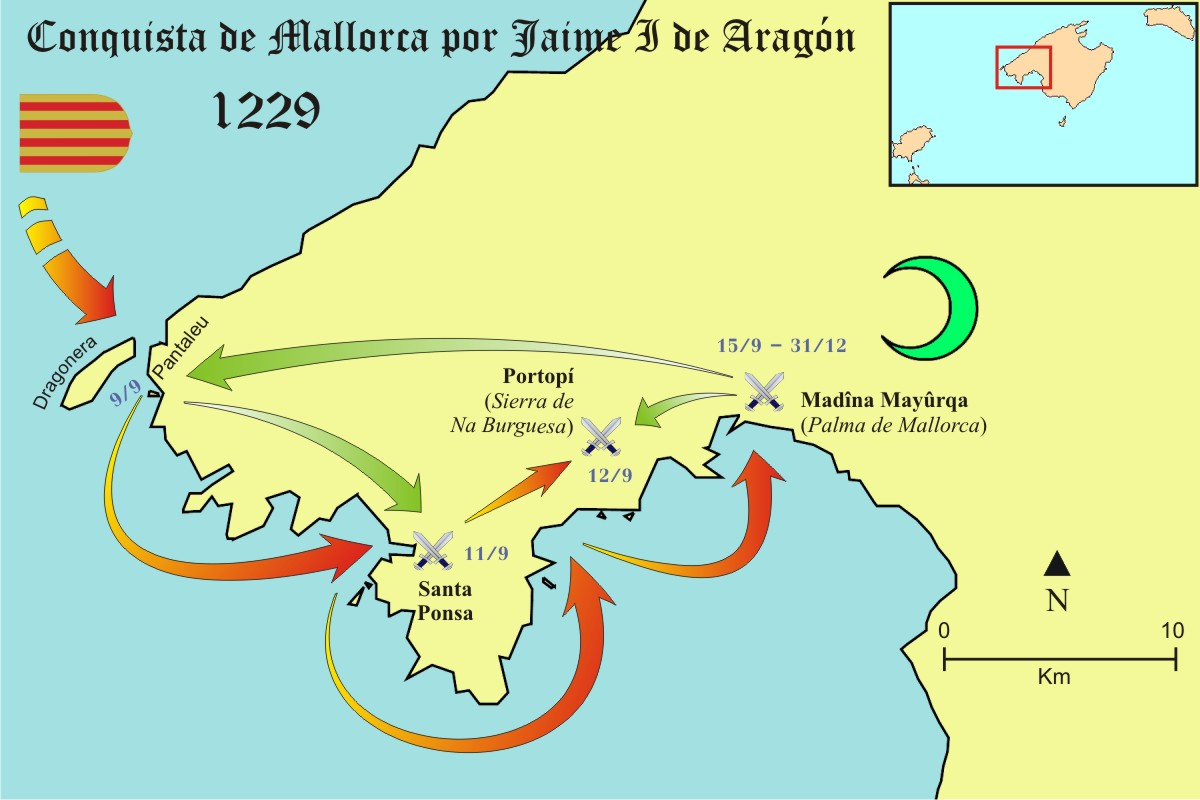
Схема первых сражений арагонской кампании по завоеванию Майорки.

Первая атака Гильома и Рамона Беарнских против ат-Тинмалали началось в предгорьях. Христиане изначально, казалось, взяли верх, но затем они были окружены превосходящими силами. Гильом и Рамон погибли в бою, наряду со многими другими: легенда гласит, что они были взяты в плен и обезглавлены в лагере мусульман. Позднее епископ Барселоны Беренгер де Палоу сообщал о смерти викнта Беарна и его племянника королю Хайме.
Хайме I, который еще не знал о гибели Гильома II, двигался тем же маршрутом с остальной армией, намереваясь присоединиться к авангарду. В итоге арагонцы натолкнулись на врага в горной местности.
В разгар боя, столкнувшись с сильным контингентом альмохадской кавалерии, который заставил Нуньо Санчеса отступить, Хайме воскликнул: Vergonya, Cavallers, vergonya («Стыдитесь, рыцари, позор!»), упрекая дрогнувшие каталонские войска.
В конце дня, после боев в различных частях горного хребта, король и его армия разгромила ат-Тинмалали и, в конечном счете, захватила стратегическое положение в горах, откуда можно было видеть столицу.

## Последствия

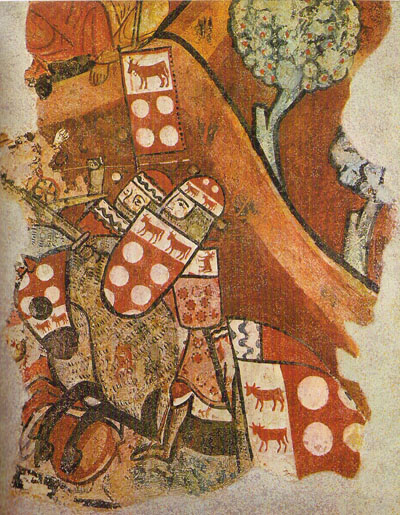
Гильом II (виконт Беарна)

13 сентября, в четверг, христиане укрепили свой лагерь траншеями, а арагонский военно-морской флот продвинулся к Портопи, где захватил несколько мусульманских судов и встал якорем у города.
В пятницу 14-го арагонцы похоронили виконта Беарна и его племянника. Церемония похорон проходила в горах, рядом с сосной, которая сохранялась до 1914 года.
Исход битвы при Портопи ознаменовал дальнейшую судьбу острова. После этого не было крупных столкновений не происходило, а христиане подступили к Мальорке, где была расквартирована большая часть мусульманской армии. Осада открыла Хайме путь к завоеванию острова.

## Память
Некоторые достопримечательности на Майорке напоминают о первом этапе завоевания острова. По инициативе группы каталонцев и писателей с юга Франции, в 1887 году был возведен «Крест Монкада» на месте, где, по преданию, погибли Гильом и Рамон Беарнские.